# Láyer József
Láyer József Géza (Békéscsaba, 1955. június 21. –) magyar tanár, politikus, országgyűlési képviselő.

## Életpályája

### Iskolái
Általános és középiskolai tanulmányaimat Mezőberényben végezte. 1974–1978 között a Juhász Gyula Tanárképző Főiskola matematika-fizika szakos hallagtója volt. 1985–1988 között a Kossuth Lajos Tudományegyetem Természettudományi Karának számítástechnika szakán tanult.

### Pályafutása
1978–1980 között illetve 1987–1995 között Nyíracsádon általános iskolai oktató volt. 1980–1987 között a művelődési ház igazgatója volt. 1991–1993 között az iskola igazgató-helyettese volt. 1995–1998 között Hajdúsámsonban általáno iskolai tanár volt. 

### Politikai pályafutása
1989–1990 között az SZDSZ tagja volt, de kilépett. 1994-től a Fidesz tagja. 1994-ben országgyűlési képviselőjelölt volt. 1994–1998 között a nemzeti és etnikai kisebbségek bizottságának elnöke volt. 1994–2002 között a Hajdú-Bihar Megyei Közgyűlés tagja volt. 1995–1998 között a Fidesz városi elnöke volt. 1997–2001 között az országos választmány alelnöke volt. 1998–2002 között a Hajdú Bihar Megyei Közgyűlés elnöke; az Emberi jogi, kisebbségi és vallásügyi bizottság alelnöke volt. 1998–2006 között országgyűlési képviselő (Hajdúhadház) volt. 2002-ben a Rendészeti bizottság alelnöke volt. 2002–2006 között az Emberi jogi, kisebbségi és vallásügyi bizottság tagja volt. 2002–2006 között a Rendészeti bizottság tagja volt. 2003–2006 között Az oktatási szegregáció megvizsgálására létrehozott albizottság tagja volt. 2006-ban hajdúsámsoni polgármesterjelölt (Hajdúsámsoni Sporthorgászok Egyesülete) volt. 2006 óta önkormányzati képviselő.

## Családja
Szülei: Láyer József és Őszi Julianna voltak. 1978-ban házasságot kötött Konyári Juliannával. Két gyermekük született: Tamara (1981–) és Tamás (1983–).